# تايلور (مسيسيبي)
تايلور (بالإنجليزية: Taylor, Mississippi)‏ هي قرية تقع في الولايات المتحدة في مقاطعة لافاييت (مسيسيبي). يقدر عدد سكانها بـ 289 نسمة ومساحتها 10.7 كم2 وترتفع عن سطح البحر 99 متر.

## التركيبة السكانية
حدّد مكتب تعداد الولايات المتحدة بيانات التركيبة السكانية لتايلور في تعداد الولايات المتحدة. في ما يلي، التركيبة السكانية حسب تعدادي 2000 و2010.

### تعداد عام 2000
بلغ عدد سكان تايلور 289 نسمة بحسب تعداد عام 2000، وبلغ عدد الأسر 128 أسرة وعدد العائلات 79 عائلة مقيمة في القرية. في حين سجلت الكثافة السكانية 38 نسمة لكل كيلومتر مربع (98.4/ميل2). وبلغ عدد الوحدات السكنية 138 وحدة بمتوسط كثافة قدره 18.2 لكل كيلومتر مربع (47.1/ميل2).
وتوزع التركيب العرقي للقرية بنسبة 80.28% من البيض و17.99% من الأمريكيين الأفارقة و1.38% من الأمريكيين الأصليين و0.35% من سكان جزر المحيط الهادئ و1.73% من الهسبانيون أو اللاتينيون من أي عرق.
بلغ عدد الأسر 128 أسرة كانت نسبة 24.2% منها لديها أطفال تحت سن الثامنة عشر تعيش معهم، وبلغت نسبة الأزواج القاطنين مع بعضهم البعض 53.1% من أصل المجموع الكلي للأسر، ونسبة 7.8% من الأسر كان لديها معيلات من الإناث دون وجود شريك،  بينما كانت نسبة 0.8% من الأسر لديها معيلون من الذكور دون وجود شريكة وكانت نسبة 38.3% من غير العائلات. تألفت نسبة 35.2% من أصل جميع الأسر من عدة أفراد يعيشون في نفس المنزل ونسبة 9.4% كانت تتألف من شخص يعيش بمفرده يبلغ من العمر 65 عاماً أو أكثر. وبلغ متوسط حجم الأسرة المعيشية 2.26، أما متوسط حجم العائلات فبلغ 2.87.
بلغ العمر الوسطي للسكان 39.5 عاماً. وكانت نسبة 17.3% من القاطنين تحت سن الثامنة عشر، وكانت نسبة 10% بين الثامنة عشر والرابعة والعشرين عاماً، ونسبة 34.3% كانت واقعةً في الفئة العمرية ما بين الخامسة والعشرين والرابعة والأربعين عاماً، ونسبة 23.5% كانت ما بين الخامسة والأربعين والرابعة والستين، ونسبة 14.9% كانت ضمن فئة الخامسة والستين عاماً فما فوق. يوجد لكل 100 أنثى 95.3 ذكر، ويوجد لكل 100 أنثى في الثامنة عشر من عمرها فما فوق 95.9 ذكر.
بلغ متوسط دخل الأسرة في القرية 28,875 دولارًا، أما متوسط دخل العائلة فبلغ 50,250 دولارًا. وكان متوسط دخل الذكور 31,528 دولارًا مقابل 20,000 دولارًا للإناث. وسجل دخل الفرد الخاص بالقرية 16,403 دولارًا. وكانت نسبة 14.1% من العائلات ونسبة 12.2% من السكان تحت خط الفقر، وكان من هؤلاء نسبة 15% تحت سن الثامنة عشر ونسبة 17.1% في الخامسة والستين من العمر وما فوق.

### تعداد عام 2010
بلغ عدد سكان تايلور 322 نسمة بحسب تعداد عام 2010، وبلغ عدد الأسر 140 أسرة وعدد العائلات 91 عائلة مقيمة في القرية. في حين سجلت الكثافة السكانية 42.4 نسمة لكل كيلومتر مربع (109.8/ميل2). وبلغ عدد الوحدات السكنية 158 وحدة بمتوسط كثافة قدره 20.8 لكل كيلومتر مربع (53.9/ميل2).
وتوزع التركيب العرقي للقرية بنسبة 77.64% من البيض و18.01% من الأمريكيين الأفارقة و0.62% من الأمريكيين الأصليين و1.86% من الأعراق الأخرى و1.86% من عرقين مختلطين أو أكثر و3.11% من الهسبانيون أو اللاتينيون من أي عرق.
بلغ عدد الأسر 140 أسرة كانت نسبة 32.9% منها لديها أطفال تحت سن الثامنة عشر تعيش معهم، وبلغت نسبة الأزواج القاطنين مع بعضهم البعض 50% من أصل المجموع الكلي للأسر، ونسبة 11.4% من الأسر كان لديها معيلات من الإناث دون وجود شريك،  بينما كانت نسبة 3.6% من الأسر لديها معيلون من الذكور دون وجود شريكة وكانت نسبة 35% من غير العائلات. تألفت نسبة 31.4% من أصل جميع الأسر من عدة أفراد يعيشون في نفس المنزل ونسبة 10% كانت تتألف من شخص يعيش بمفرده يبلغ من العمر 65 عاماً أو أكثر. وبلغ متوسط حجم الأسرة المعيشية 2.30، أما متوسط حجم العائلات فبلغ 2.92.
بلغ العمر الوسطي للسكان 39.9 عاماً. وكانت نسبة 23.6% من القاطنين تحت سن الثامنة عشر، وكانت نسبة 6.8% بين الثامنة عشر والرابعة والعشرين عاماً، ونسبة 26.4% كانت واقعةً في الفئة العمرية ما بين الخامسة والعشرين والرابعة والأربعين عاماً، ونسبة 31.4% كانت ما بين الخامسة والأربعين والرابعة والستين، ونسبة 11.8% كانت ضمن فئة الخامسة والستين عاماً فما فوق. وتوزع التركيب الجنسي للسكان بنسبة 50.3% ذكور و49.7% إناث.